# Новине Читалишта београдског
Новине Читалишта београдског (оригинално Новине читалишта Београдскогъ) су први и најстрарији лист у Србији. Пет година након успостављања Кнежевине Србије, у јануару 1847. године почеле су да излазе Новине Читалишта београдског. За две године изашло је 106 бројева, сваки тираж од по 1.100 примерака. Сваке недеље, тачно у петак, на четири листа, уз додатак у појединим бројевима, излазиле су Новине Читалишта београдског у којима је сарађивала елита тадашње Србије и Београда попут Јована Стерије Поповића. Новине Читалишта београдског, које су се највише финанасирале донацијом тада најбогатијег човека у Србији капетана Мише Анастасијевића, првенствено су доносиле вести из земље и света, али су имале теме из културе и просвете.
Библиотека града Београда је 1980. обновила Београдско читалиште, а 1991. и новине, под нешто измењеним називом Новине Београдског читалишта. Ово је била нова серија, која се по много чему разликује од претходне, али у њеној основи је остала књига и све што је везано за књигу, у светлу новог времена, нових технологија и идеја.

## Оснивање
Читалиште београдско основано је 2. јануара 1846. године. Први број Новина Читалишта београдског излази 3. јануара 1847. године. Новине су излазиле сваког петка и доносиле вести из Србије, али и света. Библиотека града Београда обнавља 1980. године Читалиште београдско, а 1991. године и Новине Читалишта београдског. Читалиште београдско јавило се у време неразвијене и оскудне књижевности, у време када није било много књижевника и књижевне радње уопште. Због тога је сам његов значај већи. У свом дугом и непрекидном раду у периоду од 1846. до 1914, Читалиште београдско је било средиште свих видова духовног живота, не само за Србију, већ за цело српство. Оно је зрачило и духовно и национално за све Србе, а и преко граница Србије, као и на српску интелигенцију и школску омладину која се школовала широм Европе.
Данас се Новине Читалишта београдског знатно разликују од претходних, данас су оне најпре лист посвећен стварању, издавању, чувању и самом тржишту књига.

## Београдско Читалиште
Да бисмо у најбољем светлу приказали значај Новина Читалишта београдског, неопходно је да кажемо нешто о самом Београдском читалишту.
Прва јавна читаоница била је Српско читалиште у Београду. Сама идеја о оснивању Читалишта формирана је још 1843. године. Милош Поповић, који је био уредник Србских новина, је писао о томе крајем исте те године. Међутим, тек 30. децембра 1845. године залагањем Јелисеја Вукајловића заједно са пријатељима, основан је одбор за оснивање Читалишта. 1. јануара 1846. године чланови одбора подносе молбу Министарству Унутрашњих послова за оснивање Читалишта. Одбор доноси Правила Србског читалишта у Београду која су 2. јануара 1846. године поднета на одобрење Попечитељству, које је 9. јануара исте године дало одобрење. Оснивање друштва одобрено је 17. јануара, а свечано је отворено 24. јануара исте године.
Читалиште је отворено у присуству најистакнутијих људи из Србије и страних конзула. Било је смештено у школској згради изнад Саборне цркве у две собе.

### Новине Читалишта Београдског
Новине су излазиле две године, једном недељно, петком, на два листа у формату кварта. Излазиле су у периоду од 3. јануара 1847. године до 31. децембра 1848. Прве године, Одбор је самостално издавао Новине, а друге ту одговорност преузела је сама управа Читалишта. Први уредник новина био је Павле Арс. Уређивачка политика Новина пратила је и заступала политичке принципе Гарашаниновог Начертанија, које је заступало и само Друштво Читалишта београдског. Све што се догађало у култури тадашње Србије било је размотрено у Београдском Читалишту.
У Новинама, две трећине простора било је намењено политичким вестима из Србије, а остатак су попуњавале вести из културно-просветне делатности, Српски преводи и огласи. Сарадници Новина били су: Јован Стерија Поповић, Сима Милутиновић Сарајлија, Сергије Николић, Милован Спасић и други.
Већ након месец дана видело се да су Новине веома добро прихваћене од стране читалаца. Може се слободно рећи да су Новине биле независније, него што је то био случај са Србским Новинама. У овом случају, уредник је имао већу слободу у самом уређивању Новина.
Новине су редовно доносиле вести о раду Читалишта. Доста простора било је намењено за вести из света. Новине су имале више редова рубрика које су говориле о: Књижевним вестима, Просветним вестима за цркву, учитеље, науку, нудожество и књижества. Рубрику за књижевност водио је Јован Стерија Поповић. Стерија је, такође, водио и рубрике за Театар и Позоришне вести. Од посебног значаја била је рубрика за Књижевност, која је доносила вести о новим књигама које су тек изашле, где се оне могу купити и по којој цени.
У броју 14 за 1847. годину Новине доносе вест да је сам Петар Петровић Његош даровао читаоницу Читалишта београдског са десет примерака свог најновијег стихотворског дела Горски Вијенац.
Новине су редовно излазиле и у 1848. години, а у 1849. изашла су само два броја. У том периоду Новине је уређивао Петар Радановић, српски правник и адвокат, професор Крагујевачке гимназије, прве гимназије у Србији, један од прва два професора Лицеума Књажества сербског, прве високе школе у Србији, председник Окружног суда, управитељ свих основних школа у Србији, административни управник Театра на Ђумруку и редовни члан Друштва српске словесности.
Упркос томе што су новине излазиле кратак период, оставиле су снажан утицај на културни, просветни, па чак и политички живот у Србији.

## Електронска издања
Народна библиотека Србије дигитализовала је већину бројева Новина Читалишта београдског. Они се могу читати на сајту Дигитална Народна библиотека Србије и у слободном су приступу.

## Галерија
- Први број часописа
- Први број часописа
- Први број часописа
- Први број часописа
- Правила за Србско читалишта у Београду
- Правила за Србско читалишта у Београду